# Bob Brown (politico)
Robert James Brown (Oberon, 27 dicembre 1944) è un politico e ambientalista australiano, ex leader dei Verdi Australiani.
Fu eletto al senato australiano, nella lista dei Tasmanian Greens e con la senatrice Dee Margaret, rappresentante dei Green Western Australia, creò il primo gruppo dei senatori Verdi australiani a seguito delle elezioni federali del 1996. Brown è stato il primo membro apertamente gay del Parlamento australiano e di un partito politico Australiano.
Durante l'esperienza all'interno del parlamento della Tasmania, Brown realizzò con successo una campagna a favore dell'aumento delle aree naturali protette. Ha guidato i Verdi australiani dalla fondazione del partito nel 1992 fino ad aprile 2012. In questo periodo crebbe nei sondaggi fino al 10 % a livello statale e federale (13,9% nelle primarie del 2010). Tra il 2002 e il 2004 Brown ha raggiunto la sua massima notorietà suscitando interesse dei media internazionali : nell'ottobre del 2003, Brown, cercò di interrompere il discorso pubblico del Presidente degli Stati Uniti George W. Bush presso il parlamento australiano. Per tale motivo fu sospeso dal parlamento australiano.
Nell'aprile del 2012 ha presentato le sue dimissioni da leader ambientalista e successivamente si è dimesso dal Senato.

## Vita e formazione
Brown è nato a Oberon, New South Wales, dove ha frequentato la Trunkey Public School, la Coffs Harbour School (1957-1960) e la Blacktown Boys High School. Nell'anno della maturità, è stato eletto rappresentante degli studenti.
Dopo la laurea, Brown si iscrisse a medicina presso l'Università di Sydney, dove ha ottenuto una laurea in Medicina e Chirurgia.

## Carriera pre-parlamentare
Brown ha lavorato come medico al Royal Canberra Hospital. Durante la sua esperienza in ospedale, insieme al personale medico, ha mantenuto una posizione pacifista nei confronti dell'arruolamento delle forze armate australiane, rifiutando di certificare i giovani che rifiutavano di combattere nella guerra del Vietnam,  pur essendo idonei ad essere arruolati. Ha poi lavorato come medico negli ospedali a Darwin e Alice Springs.
Brown arrivò a Londra nel 1970 dove lavorò presso gli ospedali Hounslow Cottage Hospital e al St. Mary Abbot's Hospital nella zona di South Kensington. Era in servizio al St. Mary Abbot's quando il corpo di Jimi Hendrix fu portato in ospedale.
Nel 1972 Brown si trasferisce in Tasmania dove ha lavorato come medico di medicina generale a Launceston. Nello stesso anno divenne membro della neonata United Tasmania Group, primo partito "verde" in Australia. Nel 1976, ha digiunato per una settimana in cima al monte Wellington in segno di protesta contro l'arrivo a Hobart della nave da guerra a propulsione nucleare USS Enterprise.

## Politica di Stato

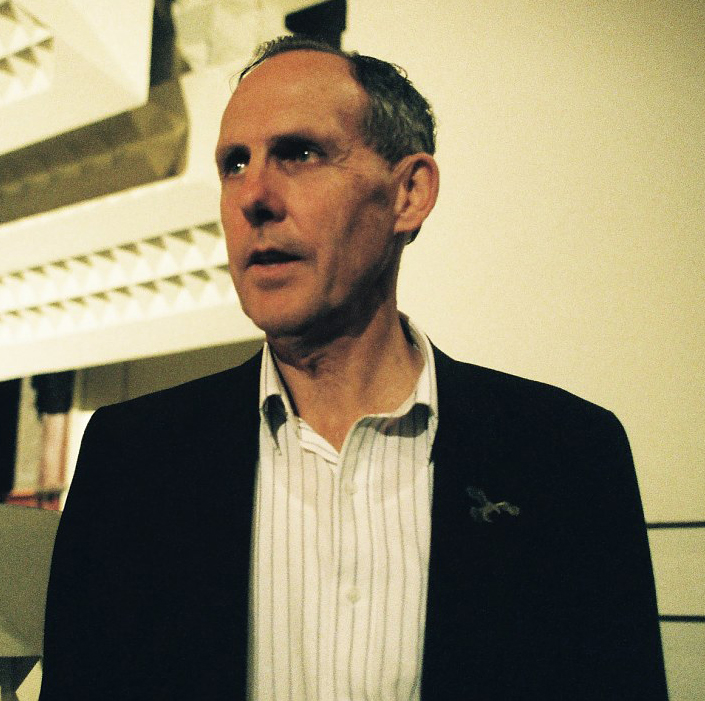
Bob Brown in 2007

Nel 1978 Brown fu nominato direttore della Tasmania Wilderness Society.
Brown è stato tra le 1.500 persone arrestate mentre protestavano durante la campagna per impedire la costruzione della diga Franklin Dam. Successivamente ha trascorso 19 giorni nella prigione Risdon di Hobart. Nel giorno del suo rilascio nel 1983, è diventato un membro del parlamento della Tasmania per la House of Assembly. La campagna Franklin ha avuto successo dopo l'intervento del governo federale che ha protetto il fiume Franklin nel 1983.Durante il suo primo mandato, Brown ha introdotto una vasta gamma di iniziative , che includono la libertà di informazione, la morte con dignità, l'abbassamento degli stipendi dei parlamentari, la riforma di legge sui gay.
Nel 1993 Brown si è dimesso dalla House of Assembly.

## Politica federale

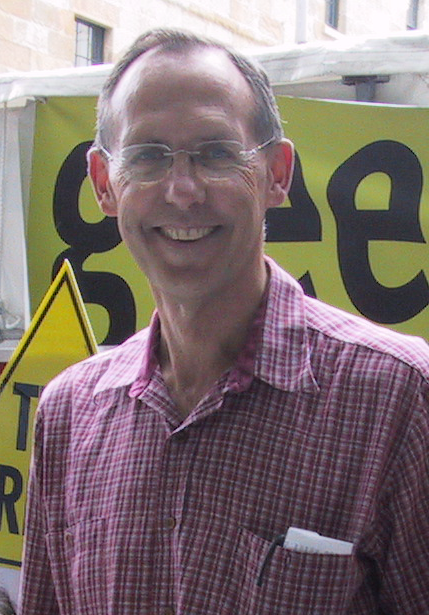
Bob Brown al mercato di Salamanca in Tasmania (Dicembre 2004)

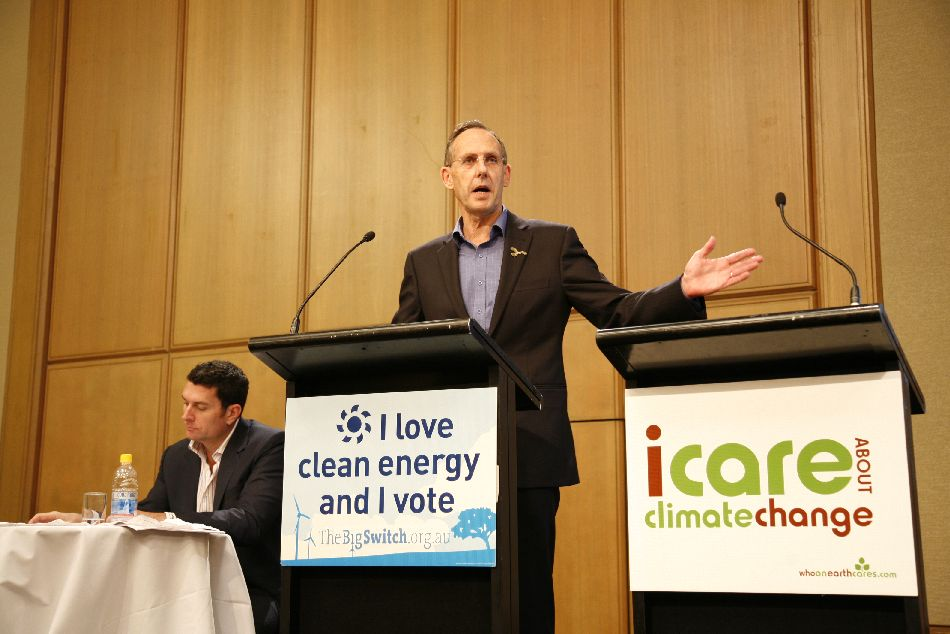
Bob Brown traccia le linee guida dei Verdi Australiani per le Elezioni parlamentari in Australia del 2007

Brown è stato eletto al Senato australiano, come rappresentante della Tasmania, nel 1996. Si è sempre opposto al governo conservatore di John Howard, sostenendo le questioni relative ai diritti verdi e umani, comprese le questioni internazionali, come il Tibet, Timor Est e Papua Occidentale.
Brown è stato particolarmente schietto nell'opposizione alla partecipazione australiana durante l'invasione dell'Iraq nel 2003 ed è stato riconosciuto come voce di primo piano per il movimento per la pace contro la guerra.
Brown si oppose gli emendamenti del governo Howard per il Marriage Act nel 2004, affermando che "il signor Howard dovrebbe rilassarsi e di accettare i matrimoni gay come parte del tessuto sociale del futuro".
Brown è stato formalmente eletto come il primo leader parlamentare federale dei Verdi il 28 novembre 2005, a seguito di quasi un decennio di servizio come leader del Senato nel 1996.  All'inizio del 2007, Brown ha attirato il disprezzo da parte di alcuni media e dei principali partiti politici per la sua proposta di impegnarsi per l'attuazione di un piano triennale, che avrebbe vietato l'esportazione di carbone. Brown ha descritto le esportazioni di carbone come "abitudine all'eroina del settore energetico" e ha dichiarato che l'esportazione di tecnologie alternative dovrebbe essere la priorità.
Il 13 aprile 2012, il senatore Brown si dimise da leader dei Verdi. Fu sostituito dal suo vice Cristine Milne.
Le dimissioni da senatore avvennero il 15 giugno 2012 alle 03:30, quando Brown rassegnò le sue dimissioni al Presidente del Senato John Hogg. Peter Whish-Wilson prestò giuramento i 21 giugno e divenne il nuovo Presidente del senato.

## Post-dimissioni
Brown ha istituito la Fondazione Bob Brown con il suo partner di lunga data Paul Thomas per promuovere la consapevolezza ambientale. Fin dalla sua costituzione, la Bob Brown Foundation ha dato i premi nazionali a molti ambientalisti australiani tra cui Miranda Gibson, Charlie Legno, Isaac Astill, e Drew Hutton.
L'8 gennaio 2013, fu annunciato che Brown sarebbe diventato direttore del Sea Shepherd Conservation Society, un'organizzazione non-profit, organizzazione per la conservazion1e marina. Si è dimesso nel mese di aprile del 2014.

## Vita privata
In un'intervista a un giornale nel 1976, Brown annunciava che aveva un partner gay. Con tale rivelazione voleva evidenziare la discriminazione sessuale e promuovere la riforma a favore dei diritti gay in Tasmania, considerato che l'omosessualità era un crimine in quel momento.
Brown vive attualmente a Cygnet, Tasmania, con il suo partner di lunga data, Paul Thomas, un agricoltore e attivista che ha incontrato nel 1996.
Nel 1990 fondò un'organizzazione ambientale non-profit , l'Australian Bush Heritage Fund, ora Bush Heritage Australia, dedita a preservare la boscaglia australiana.
Il 20 marzo 2011 Brown ha donato un 14 ettari di proprietà e la casa che aveva posseduto per 38 anni a Bush Heritage Australia. La struttura si trova 47 chilometri a sud-ovest di Launceston, Tasmania, nella Valle del Liffey. Secondo la Australian Geographic, si tratta di un sito di importanza storica e simbolica.

## Pubblicazioni
Brown ha pubblicato diversi libri tra cui Wild Rivers (1983), Lake Pedder (1986), Tarkine Trails (1994), The Greens (1996) Memo for a Saner World (2004), Valley of the Giants (2004), Tasmania's Recherche Bay (2005), Earth (2009) and In Balfour Street (2010). Nel 2004 James Norman pubblicò la prima biografia autorizzata su Bob Brown, intitolata Bob Brown: A Gentle Revolutionary.

## Premi
Bob Brown ha ricevuto i seguenti riconoscimenti:
- The Australian newspaper 'Australian of the Year' (1983)[6]
- IUCN Packard Award (1984)[7]
- UNEPGlobal 500 Roll of Honour (1987)[8]
- Goldman Environmental Prize (1990)[9]
- MAPW Distinguished Physician Award (1990)[10]
- BBC Wildlife magazine 'World's Most Inspiring Politician' (1996)[11]
- National Trust Australian National Treasure (1998)
- Rainforest Action Network Environmental Hero (2006)[12]
- Australian Peace Prize (2009)[13]
- Australian Humanist of the Year (2010)[14]